# Comparettia carinata
Comparettia carinata är en orkidéart som först beskrevs av Robert Allen Rolfe, och fick sitt nu gällande namn av Mark W. Chase och Norris Hagan Williams. Comparettia carinata ingår i släktet Comparettia, och familjen orkidéer.
Artens utbredningsområde är Ecuador. Inga underarter finns listade i Catalogue of Life.